# كلود رفعت
كلود رفعت (بالفرنسية: Claude Rifat)‏ هو أحيائي فرنسي، ولد في 1 مارس 1952 في القاهرة في مصر، وتوفي في 31 يوليو 2002.